# زغال (فیلم)
زغال (ترکی استانبولی: Kömür؛ ‏انگلیسی: The Charcoal) فیلمی به نویسندگی و کارگردانی اسماعیل منصف است. نخستین نمایش جهانی‌اش را در سی و هفتمین جشنواره جهانی فیلم فجر تجربه می‌کند. زغال فیلمی ۸۶ دقیقه‌ای و محصول مشترک ایران و فرانسه است.
این فیلم نامزد جایزه خلاقیت و استعداد درخشان (بهترین فیلم اول) به اسماعیل منصف برای همین فیلم در سیزدهمین جشن منتقدان و نویسندگان سینمایی ایران شد.
اسماعیل منصف کارگردان فیلم می‌گوید: من می‌خواستم {در این فیلم} تحقیر در انسان را نشان دهم، زیرا تحقیر در نهایت مردم را وادار به انتقام خواهد کرد و دوست دارم که در ابتدا فیلم را کسانی ببینند که هم‌زبانم هستند

## خلاصه داستان
غیرت در یکی از روستاهای مرزی آستارا به کار زغال‌سازی مشغول است. پسر او یاشار که به دلیل دزدیدن طلا در زندان به سر می‌برد، برای عروسی خواهرش به مرخصی می‌آید، اما گم شدن ناگهانی یاشار، غیرت را را با چالش بزرگی روبه‌رو می‌کند.

## نقد فیلم
مسعود فراستی در اتفاقی عجیب از یک فیلم تمجید کرد و گفت: فیلم زغال، فیلم خوبی است. واقعاً حیف است که درست دیده نشده است. کاش شرایطی بود که برخی از فیلم‌های هنر و تجربه درست دیده شود.
ناصر هاشم‌زاده نیز گفت: من فیلم را که دیدیم، حس می‌کنم با یک فیلم جدی روبه‌رو هستم و به تمام موارد فیلم فکر شده است. من به سازندگان فیلم تبریک می‌گویم و توصیه می‌کنم دوستان این فیلم را ببینید و وسیع‌تر نمایش داده شود. فیلم مسئله دارد و می‌تواند مسئله را به مخاطب منتقل کند؛ پس موفق است.

## فهرست منابع
1. ↑  «پوستر جدید فیلم سینمایی «زغال» رونمایی شد / آغاز اکران از ۱۵ مهر». سلام سینما (به انگلیسی). دریافت‌شده در ۲۰۲۰-۰۱-۱۳.
2. 1 2 3 4  «جشنواره جهانی فیلم فجر فرصتی برای دیده شدن آثار متفاوت سینما است». جشنواره جهانی فیلم فجر. ۲۰۱۹-۰۴-۲۴. دریافت‌شده در ۲۰۲۰-۰۱-۱۳.
3. ↑  "The Charcoal". Fajr International Film Festival (به انگلیسی). Retrieved 2020-02-26.
4. ↑  «نامزدهای سیزدهمین جشن منتقدان سینما معرفی شدند». خبرگزاری مهر | اخبار ایران و جهان | Mehr News Agency. ۲۰۱۹-۱۲-۳۰. دریافت‌شده در ۲۰۲۰-۰۱-۱۳.
5. 1 2  www.tabnak.ir https://www.tabnak.ir/fa/news/950645/چک‌های-میلیاردی-آقازده-برگشت-خورد-قاتل-و-وحشی-بلاتکلیف-شد-تمجید-از-فیلم-سینمایی-زغال. دریافت‌شده در ۲۰۲۰-۰۱-۱۳. پارامتر |عنوان= یا |title= ناموجود یا خالی (کمک)